# サン・ジッリオ
サン・ジッリオ（伊: San Gillio）は、イタリア共和国ピエモンテ州トリノ県にある、人口約3,100人の基礎自治体（コムーネ）。

## 地理

### 位置・広がり

#### 隣接コムーネ

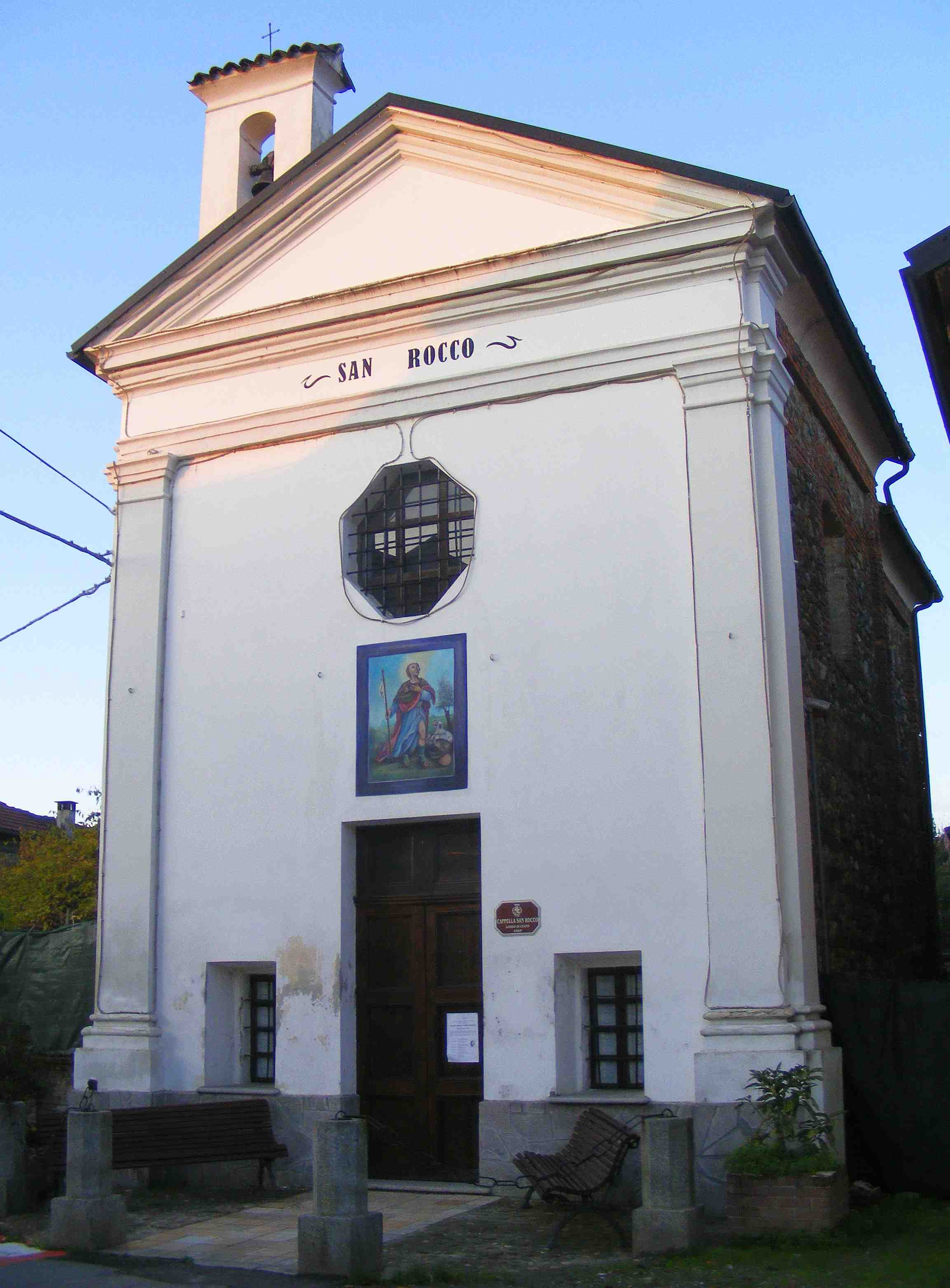
聖ロッコ教会
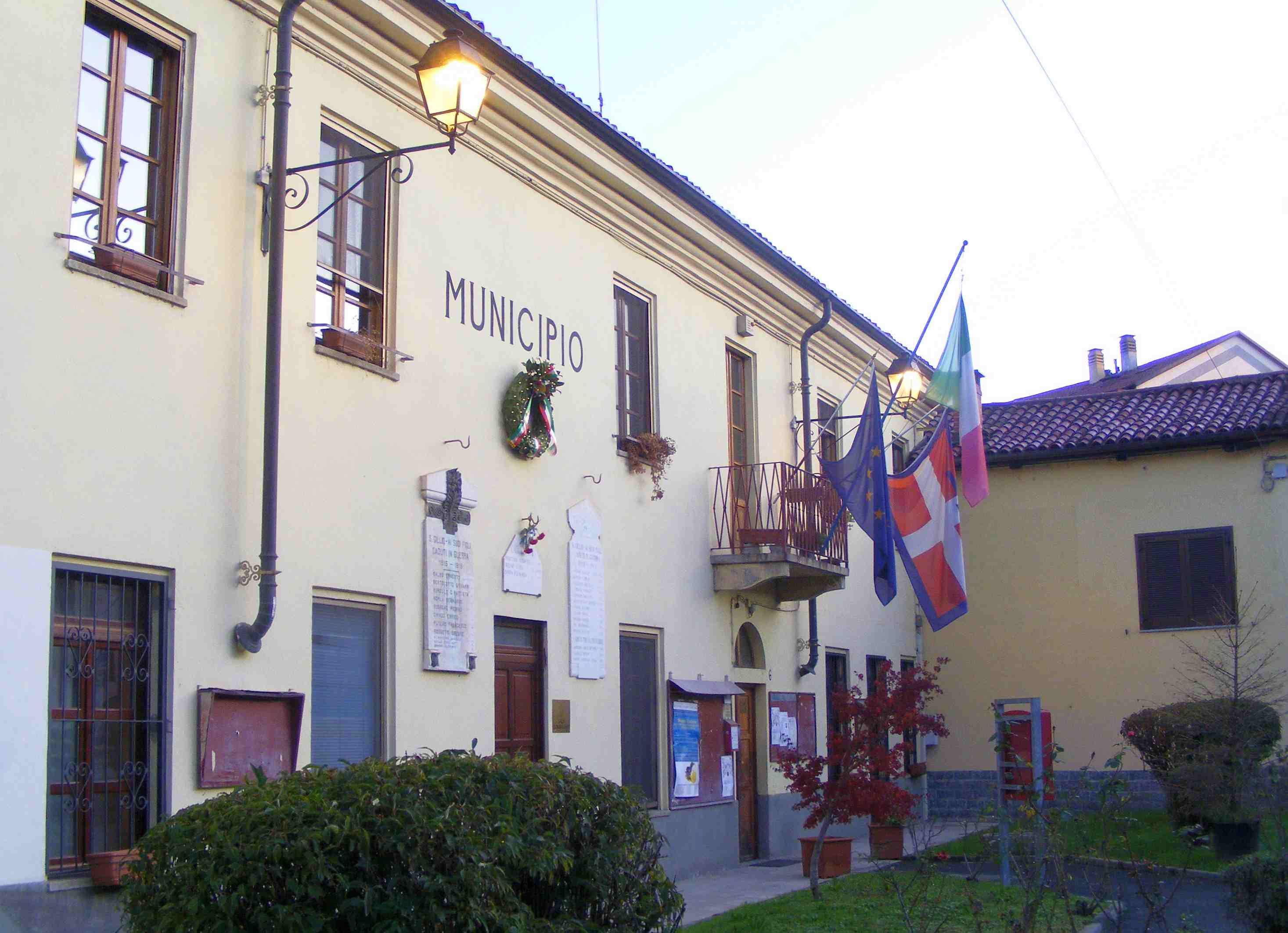
役場

隣接するコムーネは以下の通り。
- アルピニャーノ
- ドルエント
- ジヴォレット
- ラ・カッサ
- ピアネッツァ
- ヴァル・デッラ・トッレ

- 聖ロッコ教会
- 役場